# Национално демократска алтернатива
Национално демократска алтернатива (скраћено НАДА) је политичка коалиција у Србији. Воде је Нова демократска странка Србије (НДСС) и Покрет обнове Краљевине Србије (ПОКС).

## Историја
Председник Демократске странке Србије др Милош Јовановић и председник Покрет обнове Краљевине Србије Жика Гојковић су 26. јануара 2021. године потписали Споразум о заједничкој политичком деловању, који има 7 тачака. Овим споразумом је предвиђено формирање заједничке политичко-програмске платформе под називом Национално демократска алтернатива, а као њен циљ постављени су: одбрана српских интереса на Косову и Метохији, Републици Српској и свуда где живе Срби на основу Устава Републике Србије, Резолуције СБ УН 1244 и Дејтонског споразума, отварање питања облика владавине, обнова демократског друштва, суверене државе и њених институција, очување традиционалних породичних вредности и повећање наталитета, тржишна привреда, борба против корупције, равномерни развој итд.
На Ђурђевдан 6. маја 2021. године, коалиција је проширена и потписан је коалициони споразум са још 19 удружења грађана. Подршку коалицији су дали академик Матија Бећковић, пуковник Љубинко Ђурковић и песник Благоје Баковић.
Дана 10. јула, потписан је и коалициони споразум за локалне изборе у Београду.
7. фебруара 2022. за носиоца парламентарне листе НАДА изабран је генерал-мајор Војске Србије и Црне Горе у пензији Божидар Делић.
На општим изборима 2022. године, коалиција је освојила 196.197 гласова, 5,57% од укупног броја изашлих бирача, и постали су парламентарна коалиција, са 15 народних посланика, у Народној Скупштини Србије. За потпредседника Народне Скупштине је изабран генерал-мајор у пензији Божидар Делић.
Дана 19. јула 2022. прихваћен је захтев председника ПОКС-а, Војислава Михаиловића, за упис у регистар политичких странака као њен председник.

## Идеологија
Противи се легализацији истополних грађанских заједница, подржава предлог за усвајање декларације подршке Републици Српској, као и обнову монархије. У септембру 2021. представила је свој програм за предстојеће изборе. Успротивила се уставном референдуму 2022.

## Чланови
| Назив | Назив                                  | Вођа                | Главна идеологија          | Политичка позиција | Народна скупштина | Скупштина АП Војводине | Скупштина града Београда |
| ----- | -------------------------------------- | ------------------- | -------------------------- | ------------------ | ----------------- | ---------------------- | ------------------------ |
|       | Нова демократска странка Србије (НДСС) | Милош Јовановић     | национални конзервативизам | десница            | 7 / 250           | 4 / 120                | 4 / 110                  |
|       | Покрет обнове Краљевине Србије (ПОКС)  | Војислав Михаиловић | национални конзервативизам | десница            | 7 / 250           | 4 / 120                | 2 / 110                  |

## Резултати на изборима

### Парламентарни избори
| Избори | Носилац         | Покрет                          | # гласова | % од важећих | # посланика | Промена # посланика | Статус    |
| ------ | --------------- | ------------------------------- | --------- | ------------ | ----------- | ------------------- | --------- |
| 2022.  | Божидар Делић   | Нема назад – иза је Србија      | 204.442   | 5,54%        | 15 / 250    | 15                  | Опозиција |
| 2023.  | Милош Јовановић | Нова демократска странка Србије | 191.431   | 5,16%        | 14 / 250    | 1                   | Опозиција |

### Председнички избори
| Избори | Кандидат        | Странка | #  | 1. круг — гласови | %     | #                | 2. круг — гласови | %                | Резултат     |
| ------ | --------------- | ------- | -- | ----------------- | ----- | ---------------- | ----------------- | ---------------- | ------------ |
| 2022.  | Милош Јовановић | ДСС     | 1. | 225.716           | 5.96% | без другог круга | без другог круга  | без другог круга | није изабран |

### Локални избори
| Општина              | # гласова                     | % од важећих                | # посланика                     | Промена # посланика   |
| -------------------- | ----------------------------- | --------------------------- | ------------------------------- | --------------------- |
| Град Београд         | 57.760 (2022.) 56.415 (2023.) | 6,44% (2022.) 6,13% (2023.) | 7 / 110 (2022.) 7 / 110 (2023.) | 7 (2022.) · 0 (2023.) |
| Општина Косјерић     | 485 (2021.)                   | 7,29% (2021.)               | 2 / 27 (2021.)                  | 2 (2021.)             |
| Општина Зајечар      | 674 (2021.)                   | 2,69% (2021.)               | 0 / 50 (2021.)                  | 0 (2021.)             |
| Општина Мионица      | 370 (2021.)                   | 4,94% (2021.)               | 2 / 39 (2021.)                  | 2 (2021.)             |
| Општина Неготин      | 322 (2021.)                   | 2,26% (2021.)               | 0 / 45 (2021.)                  | 0 (2021.)             |
| Општина Бајина Башта | 405 (2022.)                   | 2,85% (2022.)               | 0 / 45 (2022.)                  | 0 (2022.)             |
| Општина Књажевац     | 539 (2022.)                   | 3,79% (2022.)               | 1 / 45 (2022.)                  | 1 (2022.)             |
| Општина Мајданпек    | 364 (2022.)                   | 3,88% (2022.)               | 1 / 45 (2022.)                  | 1 (2022.)             |